# Sachsen-Tour 2006
Die 22. Sachsen-Tour fand vom 19. bis 23. Juli 2006 statt. Start und Ziel war wie im Vorjahr Dresden.
Den Gesamtsieg sicherte sich der Russe Wladimir Gussew vom US-amerikanischen Team Discovery Channel. Die Bergwertung entschied Andy Schleck (Luxemburg, Team CSC) für sich. Zudem gewann Schleck zwei Etappen. In der Punktewertung siegte der Belgier Wouter Van Mechelen (Chocolade Jacques). Die niederländische Mannschaft Rabobank holte sich Rang eins der Teamwertung.
Zur Rundfahrt traten 120 Fahrer aus 15 Mannschaften an (darunter sieben ProTeams). Davon erreichten 98 Fahrer das Ziel in Dresden. Zu den bekanntesten Fahrern zählten Danilo Hondo, Daniel Becke, Daniele Nardello, Guido Fulst, Linus Gerdemann, Dirk Müller, Stefan Schumacher, Fabian Cancellara, Robert Förster und Michael Rich.

## Etappen
| Etappen   | Tag      | Start – Ziel          | km    | Etappensieger     | Gelbes Trikot      |
| --------- | -------- | --------------------- | ----- | ----------------- | ------------------ |
| 1. Etappe | 19. Juli | Dresden–Oybin         | 173,5 | Pedro Horrillo    | Pedro Horrillo     |
| 2. Etappe | 20. Juli | Neugersdorf–Meerane   | 228,8 | Danilo Hondo      | Alexander Kolobnew |
| 3. Etappe | 21. Juli | Chemnitz–Riesa        | 198,9 | Andy Schleck      | Alexander Kolobnew |
| 4. Etappe | 22. Juli | Oschatz–Oschatz (EZF) | 24,6  | Stefan Schumacher | Wladimir Gussew    |
| 5. Etappe | 23. Juli | Dresden–Dresden       | 149,2 | Andy Schleck      | Wladimir Gussew    |